# Trachypithecus popa
El langur de Popa (Trachypithecus popa) es una especie de primate catarrino de la familia Cercopithecidae. Fue identificada como una nueva especie en 2020 a partir de análisis genéticos y morfológicos en la montaña Popa ubicada en distrito de Myingyan en Birmania. Se considera una especie en peligro crítico de extinción.

## Descripción
T. popa tiene el dorso de color marrón oscuro o marrón grisáceo, un vientre blanco, y manos y pies negros. Tiene anillos blancos distintivos alrededor de los ojos, así como en el hocico. Pesan alrededor de 8 kilogramos.

## Distribución y hábitat
La especie se distribuye entre los ríos Irawadi y Salween en la zona seca central de Birmania y en las estribaciones occidentales de las montañas Kayah-Karen. Existen poblaciones en el Santuario de vida salvaje de las cuevas de Panlaung-Pyadalin, en la montaña Yathae Pyan y en la cordillera de Pegu (Bago Yoma), donde se encuentra en monte Popa.

## Taxonomía
Trachypithecus popa fue descrita por primera vez por Christian Roos et al. y la descripción se publicó en Zoological Research 41(6): 664-666 en 2020. El holotipo (NHMUK ZD.1914.7.19.3, macho adulto) fue recolectado por el mastozoologo sudafricano Guy Chester Shortridge el 11 de septiembre de 1913.
Etimología
Trachypithecus: nombre genérico que deriva de dos palabras del griego: «τραχύς» , trachýs que significa 'áspero' y «πίθηκος» pithekos, que significa 'mono'.
popa: epíteto otorgado por Roos et al. al describir por primera vez a la especie en la montaña Popa a 1512 m s.n.m., ubicada en distrito de Myingyan en Birmania.

## Estado de conservación
Los investigadores la consideran una especie en peligro crítico de extinción, con alrededor de 200 a 260 individuos en estado silvestre. Se encuentra en peligro por la pérdida de hábitat, degradación y fragmentación causada por la expansión agrícola, la caza furtiva, la extracción de madera ilegal / insostenible, perturbaciones causadas por la recolección de productos no maderables y el pastoreo libre de ganado.